# Europäischer Filmpreis 2015

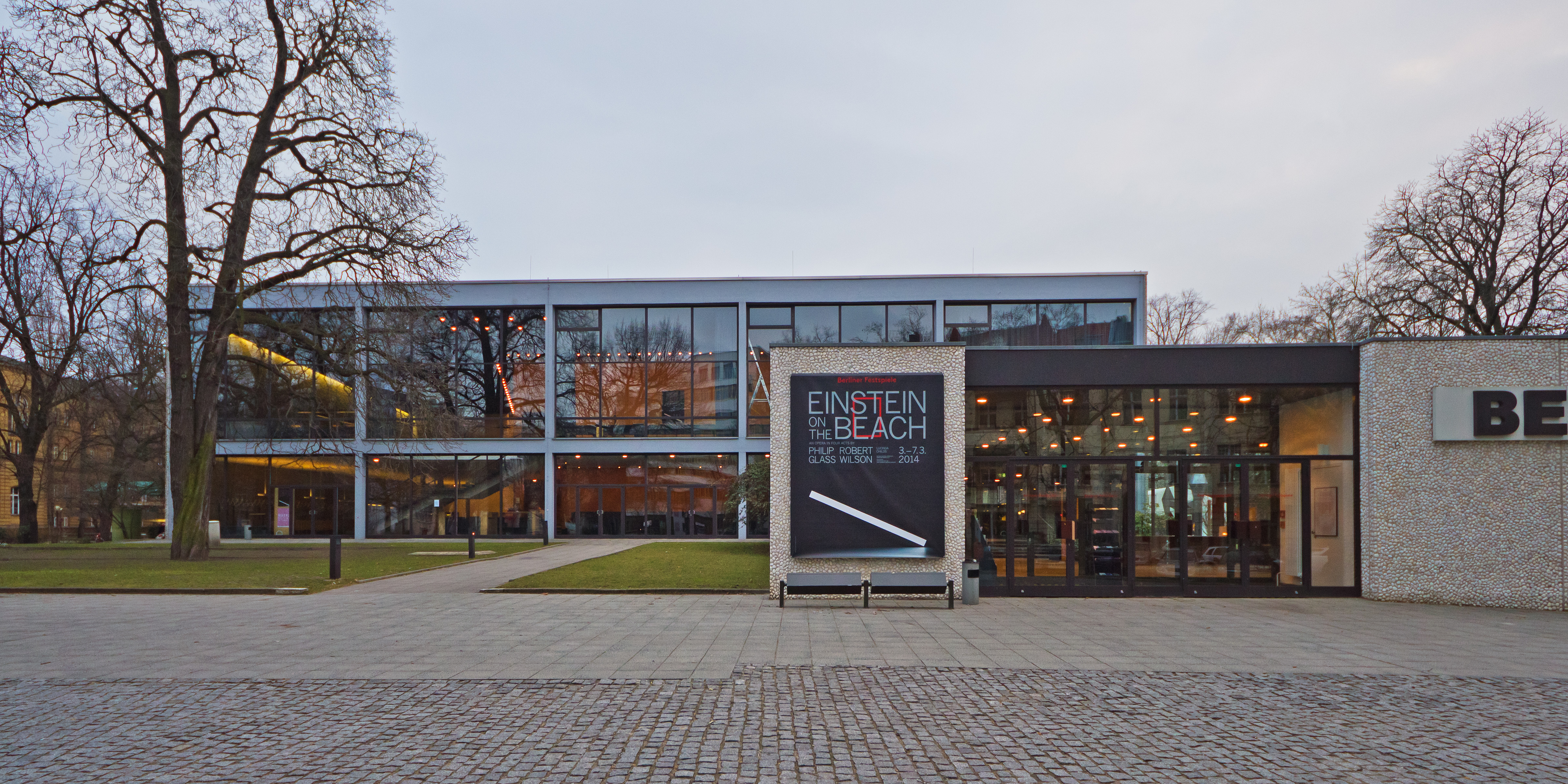
Das Haus der Berliner Festspiele, Veranstaltungsort des Europäischen Filmpreises 2015

Die 28. Verleihung des Europäischen Filmpreises wurde am 12. Dezember 2015 im Haus der Berliner Festspiele abgehalten. Nachdem im Vorjahr die Fernsehgala anlässlich der Feierlichkeiten zur Kulturhauptstadt Europas in Riga (Lettland) stattgefunden hatte, wurde sie zum zwölften Mal an die deutsche Hauptstadt vergeben. Berlin ist auch Sitz der Europäischen Filmakademie (EFA), die die Auszeichnungen vergibt. Als bester Film wurde Paolo Sorrentinos Ewige Jugend ausgezeichnet, der drei seiner fünf regulären Nominierungen in Siege umsetzen konnte. Als Moderator führte der deutsche Komiker Thomas Hermanns durch die Preisverleihung.
Die nominierten Spielfilmproduktionen in den Kategorien Film, Regie, Darsteller, Darstellerin und Drehbuch wurden aus einer Auswahlliste („Longlist“) von den über 3000 Mitgliedern der Europäischen Filmakademie ermittelt. Die Nominierungen waren am 7. November 2015 im Rahmen des Europäischen Filmfestivals in Sevilla bekanntgegeben worden. Ein sieben Mitglieder zählendes Auswahlgremium hatte bereits davor über die sogenannten Jurypreisträger in den Kategorien Kamera, Schnitt, Szenenbild, Kostüme, Filmmusik und Ton entschieden, die im Vorfeld der Gala am 27. Oktober 2015 bekanntgegeben worden waren.

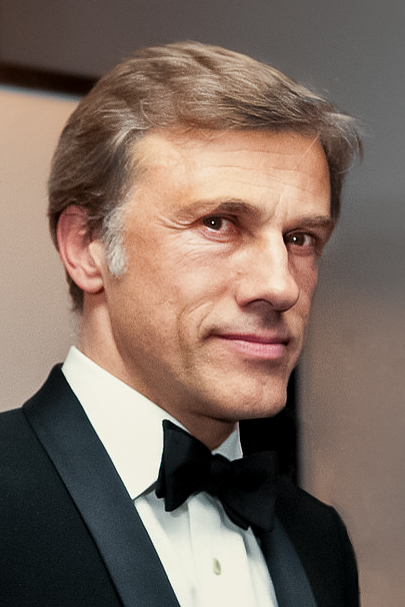
Christoph Waltz

Bereits im Vorfeld als Gewinner fest standen die Schauspieler Charlotte Rampling und Christoph Waltz. Die Britin Rampling gewann 2003 bereits den Europäischen Filmpreis als beste Darstellerin für Swimming Pool und hatte 2001 eine Nominierung für Unter dem Sand erhalten. Ihr wurde die Auszeichnung für ein Lebenswerk zugesprochen, außerdem erhielt sie für ihre Leistung in dem Drama 45 Years den Preis als Beste Darstellerin. Daneben war Rampling für Unter dem Sand, Swimming Pool und 2005 für Lemming für den Publikumspreis nominiert gewesen.
Dem Deutsch-Österreicher Waltz wurde die Auszeichnung für die „Beste europäische Leistung im Weltkino“ zuerkannt. Außerdem wurde Michael Caine mit einem Ehrenpreis ausgezeichnet, der erst zum dritten Mal überhaupt verliehen wurde. Er gewann ebenfalls wie Rampling einen zweiten Preis – die Auszeichnung für den Besten Darsteller in Ewige Jugend.

## Preisträger und Nominierungen

### Bester europäischer Film
präsentiert von Stephen Daldry
Ewige Jugend (Youth) – Regie: Paolo Sorrentino
- The Lobster – Regie: Giorgos Lanthimos
- Mustang – Regie: Deniz Gamze Ergüven
- Eine Taube sitzt auf einem Zweig und denkt über das Leben nach (En duva satt på en gren och funderade på tillvaron) – Regie: Roy Andersson
- Sture Böcke (Hrútar) – Regie: Grímur Hákonarson
- Victoria – Regie: Sebastian Schipper

### Beste europäische Komödie
präsentiert von Carlos Areces und Javier Cámara
Eine Taube sitzt auf einem Zweig und denkt über das Leben nach (En duva satt på en gren och funderade på tillvaron) – Regie: Roy Andersson
- Das brandneue Testament (Le tout nouveau testament) – Regie: Jaco Van Dormael
- Verstehen Sie die Béliers? (La Famille Bélier) – Regie: Éric Lartigau

### Beste Regie
präsentiert von Paweł Pawlikowski
Paolo Sorrentino – Ewige Jugend (Youth)
- Roy Andersson – Eine Taube sitzt auf einem Zweig und denkt über das Leben nach (En duva satt på en gren och funderade på tillvaron)
- Giorgos Lanthimos – The Lobster
- Nanni Moretti – Mia Madre (Mia madre)
- Sebastian Schipper – Victoria
- Małgorzata Szumowska – Body (Ciało)

### Beste Darstellerin
präsentiert von Carice van Houten und Jesper Christensen
Charlotte Rampling – 45 Years
- Margherita Buy – Mia Madre (Mia madre)
- Laia Costa – Victoria
- Alicia Vikander – Ex Machina
- Rachel Weisz – Ewige Jugend (Youth)

### Bester Darsteller
präsentiert von Carice van Houten und Jesper Christensen
Michael Caine – Ewige Jugend (Youth)
- Tom Courtenay – 45 Years
- Colin Farrell – The Lobster
- Christian Friedel – Elser – Er hätte die Welt verändert
- Vincent Lindon – Der Wert des Menschen (La loi du marché)

### Bestes Drehbuch
präsentiert von Elisa Sednaoui und Johannes Bah Kuhnke
Giorgos Lanthimos und Efthymis Filippou – The Lobster
- Roy Andersson – Eine Taube sitzt auf einem Zweig und denkt über das Leben nach (En duva satt på en gren och funderade på tillvaron)
- Alex Garland – Ex Machina
- Andrew Haigh – 45 Years
- Radu Jude und Florin Lazarescu – Aferim!
- Paolo Sorrentino – Ewige Jugend (Youth)

### Jurypreise
präsentiert von Agnieszka Holland und Wim Wenders
| Kategorie          | Preisträger                                                                                        |
| ------------------ | -------------------------------------------------------------------------------------------------- |
| Beste Kamera       | Martin Gschlacht – Ich seh Ich seh                                                                 |
| Bester Schnitt     | Jacek Drosio – Body (Ciało)                                                                        |
| Bestes Szenenbild  | Sylvie Olivé – Das brandneue Testament (Le tout nouveau testament)                                 |
| Bestes Kostümbild  | Sarah Blenkinsop – The Lobster                                                                     |
| Beste Filmmusik    | Cat’s Eyes – The Duke of Burgundy                                                                  |
| Bestes Sounddesign | Vasco Pimentel und Miguel Martins – Arabian Nights Volume I–III (As Mil e uma noites – Vol. I-III) |

## Offizielle Auswahlliste – Spielfilme
In die Auswahlliste gelangte unter anderem der Hauptpreisträger der Filmfestspiele von Venedig 2014, Eine Taube sitzt auf einem Zweig und denkt über das Leben nach, gleichzeitig der schwedische Oscar-Kandidat 2015 auf eine Nominierung in der Kategorie Bester fremdsprachiger Film. Ebenfalls auf der Auswahlliste befanden sich die offiziellen Oscar-Beiträge für 2015 aus Belgien (Das brandneue Testament), Deutschland (Im Labyrinth des Schweigens), Frankreich (Mustang), Island (Sture Böcke), dem Kosovo (Babai), Kroatien (Zvizdan), Litauen (Der Sommer von Sangailé), Österreich (Ich seh Ich seh), Rumänien (Aferim!) und der Slowakei (Koza).
Die für die regulären Kategorien nominierten und mit Jurypreisen ausgezeichnete Filme sind hellblau hervorgehoben.
| Film | Regie                              | Land                                                                         | Darsteller (Auswahl)                                                                         |
| --- | ---------------------------------- | ---------------------------------------------------------------------------- | -------------------------------------------------------------------------------------------- |
| 45 Years | Andrew Haigh                       | Vereinigtes Königreich                                                       | Charlotte Rampling, Tom Courtenay, Geraldine James                                           |
| Aferim! | Radu Jude                          | Rumänien, Bulgarien, Tschechische Republik                                   | Teodor Corban, Mihai Comănoiu, Cuzin Toma, Alexandru Dabija                                  |
| Am Ende ein Fest (מיתה טובה; Mita Tova)                                                                                 | Tal Granit Sharon Maymon           | Israel, Deutschland                                                          | Ze'ev Revach, Levana Finkelstein, Aliza Rozen, Ilan Dar, Raffi Tavor                         |
| Anime nere | Francesco Munzi                    | Italien, Frankreich                                                          | Marco Leonardi, Peppino Mazzotta, Fabrizio Ferracane                                         |
| Auf der Flucht (He ovat paenneet)                                                                                       | Jukka-Pekka Valkeapää              | Finnland, Niederlande                                                        | Roosa Söderholm, Teppo Manner                                                                |
| Babai | Visa Morina                        | Deutschland, Kosovo, Mazedonien, Frankreich                                  | Astrit Kabashi, Val Maloku                                                                   |
| Body (Ciało) | Małgorzata Szumowska               | Polen                                                                        | Maja Ostaszewska, Justyna Suwała, Janusz Gajos                                               |
| Dora oder die sexuellen Neurosen unserer Eltern                                                                         | Stina Werenfels                    | Schweiz, Deutschland                                                         | Urs Jucker, Lars Eidinger, Victoria Schulz, Jenny Schily                                     |
| Drei Fenster und ein Strick (Tri Dritare dhe nje Varje)                                                                 | Isa Qosja                          | Kosovo, Deutschland                                                          | Irena Cahani, Luan Jaha, Donat Qosja                                                         |
| The Duke of Burgundy | Peter Strickland                   | Vereinigtes Königreich, Ungarn                                               | Sidse Babett Knudsen, Chiara D’Anna, Monica Swinn                                            |
| Efterskalv | Magnus von Horn                    | Polen, Schweden, Frankreich                                                  | Mats Blomgren, Loa Ek, Wieslaw Komasa, Ulrik Munther                                         |
| Eisenstein in Guanajuato                                                                                                | Peter Greenaway                    | Niederlande, Mexiko, Belgien, Finnland                                       | Elmer Bäck, Luis Alberti, Maya Zapata                                                        |
| Elser – Er hätte die Welt verändert                                                                                     | Oliver Hirschbiegel                | Deutschland                                                                  | Christian Friedel, Katharina Schüttler, Burghart Klaußner, Johann von Bülow, Felix Eitner    |
| Every Thing Will Be Fine                                                                                                | Wim Wenders                        | Deutschland, Kanada, Frankreich, Schweden                                    | James Franco, Charlotte Gainsbourg, Rachel McAdams, Marie-Josée Croze                        |
| Ewige Jugend (Youth) | Paolo Sorrentino                   | Italien, Frankreich, Vereinigtes Königreich, Schweiz                         | Paul Dano, Jane Fonda, Michael Caine, Harvey Keitel, Rachel Weisz                            |
| Ex Machina | Alex Garland                       | Vereinigtes Königreich                                                       | Alicia Vikander, Domhnall Gleeson, Oscar Isaac                                               |
| Hayored Lema’ala (היורד למעלה)                                                                                          | Elad Keidan                        | Israel, Frankreich                                                           | Itay Tiran, Uri Klauzner                                                                     |
| Ich seh Ich seh | Veronika Franz Severin Fiala       | Österreich                                                                   | Susanne Wuest, Elias Schwarz, Lukas Schwarz                                                  |
| Im Labyrinth des Schweigens                                                                                             | Giulio Ricciarelli                 | Deutschland                                                                  | Robert Hunger-Bühler, Alexander Fehling, Johann von Bülow, André Szymanski, Friederike Becht |
| La isla mínima – Mörderland (La isla mínima)                                                                            | Alberto Rodríguez                  | Spanien                                                                      | Raúl Arévalo, Javier Gutiérrez, Antonio de la Torre Martín                                   |
| Klass korrekzii (класс коррекции)                                                                                       | Iwan Twerdowski                    | Russland, Deutschland                                                        | Marija Pojesschajewa, Filipp Awdejew                                                         |
| Kobry a Uzovky | Jan Prušinovský                    | Tschechische Republik                                                        | Lucie Žácková, Matej Hádek, Kryštof Hádek, Jan Hájek, Lucie Polišenská                       |
| Koza | Ivan Ostrochovský                  | Slowakei, Tschechische Republik                                              | Peter Baláž, Stanislava Bongilajová, Nikola Bongilajová, Zvonko Lakčević                     |
| Die Lektion (Urok) | Petar Waltschanow Kristina Grosewa | Bulgarien, Griechenland                                                      | Andrea Todorowa, Stefan Denoljubow, Margita Goschewa, Iwan Barnew, Iwan Sawow                |
| The Lobster | Giorgos Lanthimos                  | Vereinigtes Königreich, Irland, Griechenland, Frankreich, Niederlande        | Colin Farrell, Rachel Weisz, Léa Seydoux, Ashley Jensen, Ben Whishaw                         |
| Louder Than Bombs | Joachim Trier                      | Norwegen, Dänemark, Frankreich                                               | Gabriel Byrne, Isabelle Huppert, Jesse Eisenberg, Devin Druid                                |
| Das Märchen der Märchen (Il racconto dei racconti)                                                                      | Matteo Garrone                     | Italien, Vereinigtes Königreich, Frankreich                                  | Salma Hayek, Vincent Cassel, Toby Jones, John C. Reilly, Shirley Henderson                   |
| Magical Girl | Carlos Vermut                      | Spanien                                                                      | José Sacristán, Bárbara Lennie, Luis Bermejo, Lucía Pollán                                   |
| Die Maisinsel (Simindis kundzuli)                                                                                       | Giorgi Owaschwili                  | Georgien, Deutschland, Kasachstan, Tschechische Republik, Frankreich, Ungarn | İlyas Salman, Mariam Buturischwili, Tamer Levent, Irakli Samushia                            |
| Men & Chicken (Mænd & Høns)                                                                                             | Anders Thomas Jensen               | Dänemark                                                                     | David Dencik, Søren Malling, Nicolas Bro, Mads Mikkelsen                                     |
| Mia Madre (Mia madre)                                                                                                   | Nanni Moretti                      | Italien, Frankreich                                                          | Margherita Buy, John Turturro, Giulia Lazzarini, Nanni Moretti                               |
| Fräulein Julie (Miss Julie)                                                                                             | Liv Ullmann                        | Norwegen, Vereinigtes Königreich, Irland, Frankreich                         | Jessica Chastain, Colin Farrell, Samantha Morton                                             |
| Mustang | Deniz Gamze Ergüven                | Frankreich, Deutschland, Türkei                                              | Güneş Nezihe Şensoy, Doğa Zeynep Doğuşlu, Tuğba Sunguroğlu, Eli İşcan, İlayda Akdoğan        |
| Niemandskind (Ničije dete)                                                                                              | Vuk Ršumović                       | Serbien, Kroatien                                                            | Denis Murić, Pavle Čemerikić, Miloš Timotijević, Isidora Janković                            |
| Im Schatten der Frauen (L’ombre des femmes)                                                                             | Philippe Garrel                    | Frankreich, Schweiz                                                          | Stanislas Merhar, Clotilde Courau, Lena Paugam                                               |
| Paddington | Paul King                          | Vereinigtes Königreich, Frankreich                                           | Hugh Bonneville, Sally Hawkins, Julie Walters, Jim Broadbent, Peter Capaldi                  |
| Der Sommer von Sangailé (Sangailės vasara)                                                                              | Alanté Kavaïté                     | Litauen, Frankreich, Niederlande                                             | Julija Steponaityte, Aiste Diržiute                                                          |
| Schneider vs. Bax | Alex van Warmerdam                 | Niederlande                                                                  | Tom Dewispelaere, Alex van Warmerdam, Maria Kraakman, Gene Bervoets, Annet Malherbe          |
| Sture Böcke (Hrútar) | Grímur Hákonarson                  | Island, Dänemark                                                             | Theodór Júlíusson, Sigurður Sigurjónsson                                                     |
| Eine Taube sitzt auf einem Zweig und denkt über das Leben nach (En duva satt på en gren och funderade på tillvaron)     | Roy Andersson                      | Schweden, Frankreich, Deutschland, Norwegen                                  | Holger Andersson, Nisse Westblom                                                             |
| Das brandneue Testament (Le tout nouveau testament)                                                                     | Jaco Van Dormael                   | Belgien, Frankreich, Luxemburg                                               | Benoît Poelvoorde, Catherine Deneuve, François Damiens, Yolande Moreau, Pili Groyne          |
| Der Schatz (Comoara) | Corneliu Porumboiu                 | Rumänien, Frankreich                                                         | Cuzin Toma, Adrian Purcarescu, Corneliu Cozmei                                               |
| Trois souvenirs de ma jeunesse                                                                                          | Arnaud Desplechin                  | Frankreich                                                                   | Mathieu Amalric, Quentin Dolmaire, Lou Roy-Lecollinet                                        |
| Under Electric Clouds (Pod elektritscheskimi oblakami)                                                                  | Alexei German                      | Russland, Ukraine, Polen                                                     | Merab Ninidze, Tschulpan Chamatowa, Wiktorija Korotkowa, Louis Franck                        |
| Victoria | Sebastian Schipper                 | Deutschland                                                                  | Laia Costa, Frederick Lau                                                                    |
| Virgin Mountain (Fúsi)                                                                                                  | Dagur Kári                         | Island, Dänemark                                                             | Ilmur Kristjánsdóttir, Gunnar Jónsson                                                        |
| Mittwoch 04:45 (Tetarti 04:45)                                                                                          | Alexis Alexiou                     | Griechenland, Israel, Deutschland                                            | Giorgos Simeonidis, Mimi Branescu, Maria Nafpliotou, Stelios Mainas, Dimitris Tzoumakis      |
| Die weißen Nächte des Postboten (Belye nochi pochtalona Alekseya Tryapitsyna / Белые ночи почтальона Алексея Тряпицына) | Andrei Kontschalowski              | Russland                                                                     | Alexei Trjapizyn, Irina Jermolowa, Timur Bondarenko                                          |
| Der Wert des Menschen (La loi du marché)                                                                                | Stéphane Brizé                     | Frankreich                                                                   | Matthie Schaller, Vincent Lindon, Karin de Mirbeck                                           |
| Zvizdan | Dalibor Matanić                    | Kroatien, Slowenien, Serbien                                                 | Tihana Lazović, Goran Marković, Nives Ivanković, Trpimir Jurkić, Dado Ćosić                  |

## Weitere Preise

### Beste europäische Leistung im Weltkino
präsentiert von Alexander Skarsgård
Christoph Waltz, deutsch-österreichischer Schauspieler

### Preis für ein Lebenswerk
präsentiert von François Ozon
Charlotte Rampling, britische Schauspielerin

### Ehrenpreis
präsentiert von Wim Wenders
Michael Caine, britischer Schauspieler

### Europäischer Koproduzentenpreis – „Prix EURIMAGES“
präsentiert von Isabel Coixet
Andrea Occhipinti (Lucky Red)

### Bester Erstlingsfilm („Europäische Entdeckung – Prix FIPRESCI“)
Die fünf Nominierungen für das beste europäische Spielfilmdebüt kamen durch ein Auswahlkomitee bestehend aus vier EFA-Mitgliedern und drei Mitgliedern der Fédération Internationale de la Presse Cinématographique (FIPRESCI) zustande. Den Sieger kürten die über 3000 Mitglieder der Europäischen Filmakademie, der auf der Preisverleihung bekanntgegeben wurde.
präsentiert von Sasson Gabai und Ulrich Matthes
Mustang – Regie: Deniz Gamze Ergüven (Frankreich, Deutschland, Türkei)
- Ich seh Ich seh – Regie: Veronika Franz und Severin Fiala (Österreich)
- Limbo – Regie: Anna Sofie Hartmann (Deutschland, Dänemark)
- Slow West – Regie: John Maclean (Neuseeland, Vereinigtes Königreich)
- Im Sommer wohnt er unten – Regie: Tom Sommerlatte (Deutschland, Frankreich)

### Bester Kurzfilm
15 Filme qualifizierten sich für den Preis in der Kategorie Bester europäischer Kurzfilm. Diese wurden von unabhängigen Jurys auf 15 Filmfestivals ausgewählt. Den Sieger kürten die über 3000 Mitglieder der EFA, der auf der Preisverleihung bekanntgegeben wurde.
präsentiert von Ana Ularu
| Film                                 | Regie                                         | Land                             | Länge (in min.) | Nominierung (Festival) |
| ------------------------------------ | --------------------------------------------- | -------------------------------- | --------------- | ---------------------- |
| Dissonance                           | Till Nowak                                    | Deutschland                      | 17′             | Berlin                 |
| E.T.E.R.N.I.T.                       | Giovanni Aloi                                 | Frankreich                       | 11′             | Venedig                |
| Field Study                          | Eva Weber                                     | Vereinigtes Königreich           | 20′             | Cork                   |
| Kung Fury                            | David Sandberg                                | Schweden                         | 30′             | Vila do Conde          |
| Listen (Kuuntele)                    | Hamy Ramezan Rungano Nyoni                    | Dänemark, Finnland               | 13′             | Tampere                |
| Our Body (Naše Telo)                 | Dane Komljen                                  | Serbien, Bosnien und Herzegowina | 14′             | Rotterdam              |
| Over                                 | Jörn Threlfall                                | Vereinigtes Königreich           | 13′             | Bristol                |
| Picnic (Piknik)                      | Jure Pavlović                                 | Kroatien                         | 13′             | Drama                  |
| The Runner (El corredor)             | José Luis Montesinos                          | Spanien                          | 12′             | Valladolid             |
| Smile, And The World Will Smile Back | Yoav Gross Ehab Tarabieh the al-Haddad family | Israel, Palästinensische Gebiete | 20′             | Clermont-Ferrand       |
| Son of the Wolf (Fils du loup)       | Lola Quivoron                                 | Frankreich                       | 23′             | Locarno                |
| Symbolic Threats                     | Mischa Leinkauf Lutz Henke Matthias Wermke    | Deutschland                      | 15′             | Grimstad               |
| This Place We Call Our Home          | Thora Lorentzen Sybilla Tuxen                 | Dänemark                         | 30′             | Krakow                 |
| The Translator (Çevirmen)            | Emre Kayiş                                    | Vereinigtes Königreich, Türkei   | 23′             | Sarajevo               |
| Washingtonia                         | Konstantina Kotzamani                         | Griechenland                     | 24′             | Ghent                  |

### Bester Dokumentarfilm
2015 wurde das Auswahlprozedere für die Kategorie Beste Dokumentarfilm verändert, um der wachsenden Bedeutung europäischer Dokumentarfilme gerecht zu werden. Die EFA und das European Documentary Network (EDN) wählten zehn Dokumentarfilmfestivals aus (IDFA, CPH:DOX, Visions du Réel, DOK Leipzig, Docslisboa, Thessaloniki Documentary Film Festival, Jihlava, Cinéma du Réel, Krakow Film Festival, Sheffield Doc/Fest), die jeweils drei ihrer Weltpremieren der letzten Festivalausgabe als Vorschlag einreichen durften. Basierend auf diesen Vorschlägen und individuellen Einreichungen entschied sich ein Auswahlkomitee bestehend aus vier EFA-Mitgliedern und einem EDN-Mitglied auf eine Auswahlliste von 15 Dokumentarfilmen. Aus diesen wählten die über 3000 Mitglieder der Europäischen Filmakademie die Nominierten und den späteren Preisträger aus.
präsentiert von Laura Birn und Reda Kateb
Amy – Regie: Asif Kapadia (Vereinigtes Königreich)
- A Syrian Love Story – Regie: Sean McAllister (Vereinigtes Königreich)
- Dancing with Maria – Regie: Ivan Gergolet (Italien, Argentinien, Slowenien)
- The Look of Silence – Regie: Joshua Oppenheimer (Dänemark, Norwegen, Indonesien)
- Toto and his Sisters (Toto şi surorile lui) – Regie: Alexander Nanau (Rumänien, Ungarn)

Auf der Auswahlliste, aber nicht unter die Nominierten gelangten folgende Filmproduktionen:
- Above and Below – Regie: Nicolas Steiner (Schweiz, Deutschland)
- All Things Ablaze (Все палає) – Regie: Oleksandr Techynskyi, Aleksey Solodunov und Dmitry Stoykov (Ukraine)
- Boxing for Freedom – Regie: Juan Antonio Moreno und Silvia Venegas (Spanien)
- Democrats – Regie: Camilla Nielsson (Dänemark)
- Drifter – Regie: Gábor Hörcher (Ungarn, Deutschland)
- Electroboy – Regie: Marcel Gisler (Schweiz)
- Good Things Await (Så meget godt i vente) – Regie: Phie Ambo (Dänemark)
- Grozny Blues – Regie: Nicola Bellucci (Schweiz)
- La buena vida – Das gute Leben (La buena vida) – Regie: Jens Schanze (Deutschland, Schweiz)
- No Land’s Song – Regie: Ayat Najafi (Deutschland, Frankreich)

### Bester Animationsfilm
Die drei Nominierungen für den besten europäischen Animationsfilm kamen durch ein Auswahlkomitee bestehend aus zwei EFA-Mitgliedern und drei Repräsentanten des europäischen Verbands für Animationsfilm CARTOON zustande. Den Sieger kürten die über 3000 Mitglieder der Europäischen Filmakademie, der auf der Preisverleihung bekanntgegeben wurde.
präsentiert von Grigori Dobrygin und Jakub Gierszał
Die Melodie des Meeres (Song of the Sea) – Regie: Tomm Moore (Irland, Belgien, Dänemark, Frankreich, Luxemburg)
- Adama – Regie: Simon Rouby (Frankreich)
- Shaun das Schaf – Der Film (Shaun the Sheep Movie) – Regie: Mark Burton und Richard Starzak (Vereinigtes Königreich, Frankreich)

### Publikumspreis
Durch den Publikumspreis (People’s Choice Award) hatten Kinozuschauer die Möglichkeit vom 1. September bis zum 31. Oktober 2015 ihren Favoriten via Internet aus einer Auswahlliste zu küren:
präsentiert von Johan Heldenbergh
La isla mínima – Mörderland (La isla mínima) – Regie: Alberto Rodríguez
- Heute bin ich Samba (Samba) – Regie: Olivier Nakache und Éric Toledano
- Höhere Gewalt (Turist) – Regie: Ruben Östlund
- The Imitation Game – Ein streng geheimes Leben (The Imitation Game) – Regie: Morten Tyldum
- Leviathan (Левиафан) – Regie: Andrei Swjaginzew
- Monsieur Claude und seine Töchter (Qu’est-ce qu’on a fait au Bon Dieu?) – Regie: Philippe de Chauveron
- Das Salz der Erde (The Salt of the Earth) – Regie: Wim Wenders und Juliano Ribeiro Salgado
- Eine Taube sitzt auf einem Zweig und denkt über das Leben nach (En duva satt på en gren och funderade på tillvaron) – Regie: Roy Andersson
- Underdog (Fehér isten) – Regie: Kornél Mundruczó
- Victoria – Regie: Sebastian Schipper

Unter den nominierten Filmen waren die auf der offiziellen Auswahlliste befindlichen La isla mínima, Eine Taube sitzt auf einem Zweig und denkt über das Leben nach und Victoria. Der Gewinner wurde im Rahmen der Preisgala bekanntgegeben.